# Stazione di Olavarría
La stazione di Olavarría (Estación Olavarría in spagnolo) è una stazione ferroviaria della rete General Roca situata nell'omonima cittadina della provincia di Buenos Aires. Sui suoi binari fermano i treni a lunga percorrenza della tratta Buenos Aires-Bahía Blanca operati dalla compagnia statale Trenes Argentinos Operaciones.

## Storia
La stazione fu aperta al traffico il 1º aprile 1910.